# Svaz mládeže Karpat
Svaz mládeže Karpat (ZKM) byla levicově zaměřená organizace dětí a mládeže existující na Slovensku v letech 1945 až 1949. Potom byla začleněna do Československého svazu mládeže (ČSM).

## Historie
V lednu 1945 byla organizace založena v osvobozeném Prešově na východním Slovensku. Byl tak naplněn jeden ze záměrů publikovaných v roce 1944 v moskevských Československých listech: vytvořit jednotnou organizaci ukrajinské (rusínské) mládeže na území předválečného Československa.
Protože mnohá území byla poškozená II. světovou válkou, prvotní činnost byla zaměřená na činnost zdravotnické sekce při svém Ústředním výboru. Organizovala také pobyty dětí v zotavovnách a rekreačních zařízeních na osvobozených územích, angažovala se na opravách škol, v shánění oblečení, hraček, školních potřeb. Zároveň se zaměřila na politické působení mezi mládeží. V květnu 1945 organizace vytvořila sekci Pionýrské organizace při ZKM.
Byly organizovány akce u pomníků, oslavy některých historických výročí, byl vydáván vlastní časopis a navázána spolupráce s Svazem české mládeže v Praze a Svazem slovenské mládeže se sídlem v Bratislavě.
Červnu 1946 byl uspořádán první sjezd ZKM za účasti delegací z obou spolupracujících organizací. Téhož roku byly vytvořeny první řádné stanovy, které řešily i vlastní pionýrské oddíly. V roce 1947 uspořádal ZKM první stanový tábor pro pionýry a v září téhož roku začal vydávat pionýrský měsíčník s názvem Kolokolčik-Davinoček v nákladu 7000 výtisků. Koncem roku 1948 organizace registrovala svých 1500 pionýrů.
V dubnu 1949 proběhla slučovací konference ČSM a činnost samostatného ZKM byla ukončena.